# Carios cyclurae
Carios cyclurae är en fästingart som beskrevs av de la Cruz 1984. Carios cyclurae ingår i släktet Carios och familjen mjuka fästingar.
Artens utbredningsområde är Kuba. Inga underarter finns listade.